# Roberto Pereira
Roberto Pereira Hernández (Santo Domingo, 24 agosto 1949) è un ex calciatore cubano.

## Carriera
Con la Nazionale cubana ha partecipato alle Olimpiadi del 1976 e del 1980.